# Emmanuel Berretta
 (avril 2010).
Si vous disposez d'ouvrages ou d'articles de référence ou si vous connaissez des sites web de qualité traitant du thème abordé ici, merci de compléter l'article en donnant les références utiles à sa vérifiabilité et en les liant à la section « Notes et références ».
Emmanuel Berretta, né le 23 novembre 1969 à Alger, est un journaliste français.
Il travaille à l'hebdomadaire Le Point, où il s'occupe des affaires  européennes. Auparavant, il a suivi l'actualité du secteur des médias et celle de la politique française.

## Biographie
Après ses études au lycée Le Castel (1985-1988) puis à l'université de Bourgogne à Dijon (1988-1992), Emmanuel Berretta a été inscrit à l'Institut pratique du journalisme parallèlement à l'université Paris 1 Panthéon-Sorbonne comme étudiant  en droit. Il travaille au magazine Le Point, où il est spécialisé, dans un premier temps, dans la vie des médias. En 2012, il est nommé rédacteur en chef du service politique. Il suit en particulier l'actualité de la gauche, de François Hollande et de ses gouvernements. Depuis 2017, il scrute les affaires européennes.

## Œuvre
- Le hold-up de Sarkozy, éditions Fayard, 2010 (ISBN 9782213654980)[2],[3]